# Желтогорлый мечеклювый древолаз
Желтогорлый мечеклювый древолаз (лат. Xiphorhynchus guttatus) — вид воробьиных птиц, обитающий в тропиках Южной Америки на Гвианском нагорье и дизъюнктивно на севере атлантического леса. В этот вид прежде включался в качестве подвида Xiphorhynchus susurrans. Некоторые крупные специалисты по систематике придерживаются позиции Френе, выделяя этих птиц в качестве подвидов желтогорлого мечеклювого древолаза, однако последняя группа оказалась полифилитичной (см. Систематика и эволюция).

## Описание
Достигая в длину 27—28 см и имея массу 64 грамма, этот вид, наряду с Xiphorhynchus guttatoides, является крупнейшим представителем рода мечеклювов. Голову, шею, спину и грудь украшают полосы жёлто-коричневого цвета, остальная часть тела, крылья и хвост — рыжие. Нижняя часть тела — оливково-коричневого цвета. Клюв длинный, слегка изогнутый, с крючком на конце. Надклювье тёмно-серое, а подклювье, в основном бледно-серое. Вокализация птицы представляет собой громкое че-врэ, че-врэ.

## Среда обитания
Среда обитания желтогорлых мечеклювых древолазов ограничена влажными лесами и лесистой местностью. Подвиды в северо-восточной части Южной Америки (polystictus и connectens), как правило, самые распространённые крупные древолазы в пределах своего ареала, однако номинативный подвид (X. g. guttatus), который ограничен влажным тропическим атлантическим лесом, имеет фрагментарную численность, поэтому он, как правило, редкий. Желтогорлые мечеклювые древолазы являются насекомоядными птицами, которые питаются муравьями и другими насекомыми и пауками. Они питается внизу деревьев, обычно в одиночку, однако колонны армии муравьёв преследуют группами. Особи строят гнёзда из коры в дупле или в полых стволах деревьев и откладывают два белых яйца.

## Систематика и происхождение
Таксономия крайне сложная. Маленький Xiphorhynchus susurrans из Центральной Америки и северо-западной части Южной Америки изначально включался в качестве подвида желтогорлых мечеклювых древолазов, однако в настоящее время его, как правило, рассматривают в качестве самостоятельного вида. Остальные подвиды с бледными клювами и тёмными полосами группы guttatoides (включая dorbignyanus) и тёмными клювами и белыми полосами группы eytoni(включая vicinalis и gracilirostris) часто рассматриваются в качестве отдельных видов, таких как Xiphorhynchus guttatoides и Xiphorhynchus eytoni. Хотя эти группы визуально отличаются друг от друга, сейчас известно, что они происходят из единственной клады (объединённые вместе с Xiphorhynchus guttatoides), отделившейся от номинативной группы (guttatus, polystictus и connectens) Xiphorhynchus guttatus, которая находится в близком родстве с Xiphorhynchus susurrans. Биогеографические и молекулярные данные позволяют предположить, что родство между этими подвидами и таксонами, сейчас включённый в Xiphorhynchus guttatoides и Xiphorhynchus susurrans, требует дальнейшего изучения. В зависимости от результатов этих исследований желтогорлый мечеклювый древолаз может быть ограничен южной прибрежной популяцией вида, которая находится под угрозой исчезновения из-за потери среды обитания, создавая необходимость в сохранении птиц.
Наиболее правдоподобным эволюционным сценарием является то, что предки Xiphorhynchus guttatoides из нижней Амазонии перемещались в западном и юго-западном направлениях в сторону Анд, а предки Xiphorhynchus susurrans и желтогорлого мечеклювого древолаза — вниз по течению реки, а затем вдоль побережья на севере Южной Америки, где Xiphorhynchus susurrans потом отделился от северной родословной. Могло также быть, что транс-андские классы последнего, возможно, представляют собой ещё один вид Xiphorhynchus guttatoides.

### Подвиды
Международный союз орнитологов выделяет восемь подвидов:
- X. g. connectens (Todd, 1948). Нижний берег штата Амазонас, от Манауса до Амапы. Полное сомнение в отделении от polystictus.
- X. g. polystictus (Salvin & Goodman, 1883). Оринокская дренажная система от северо-восточного направления Вичады, через Венесуэлу и до Гайаны.
- X. g. guttatoides (Lafresnaye, 1850).
- X. g. vicinalis (Todd, 1948).
- X. g. eytoni (Sclater, PL, 1854).
- X. g. gracilirostris Pinto & Camargo, 1957.
- X. g. dorbignyanus (Pucheran & Lafresnaye, 1850).
- X. g. guttatus (Lichtenstein, 1820). Прибрежные территории Параибы до Эспириту-Санту штата Рио-де-Жанейро.